# Saint-Martin (Altos Pirenéus)
Saint-Martin é uma comuna francesa na região administrativa de Occitânia, no departamento dos Altos Pirenéus. Estende-se por uma área de 8,08 km². Em 2010 a comuna tinha 457 habitantes (densidade: 56,6 hab./km²).